# Bilel Yaken
Bilel Yaken, né le 5 janvier 1981 à Bizerte, est un footballeur tunisien évoluant au poste de défenseur.

## Carrière
- 2000-2007 : Club athlétique bizertin ( Tunisie)
- 2007-2008 : Espérance sportive de Tunis ( Tunisie)
- 2008-2011 : Stade tunisien ( Tunisie)
- 2011-2013 : Olympique de Béja ( Tunisie)
- 2013-201.. : Étoile sportive de Métlaoui ( Tunisie)

## Palmarès
- Coupe de Tunisie de football : 2008